# Championnat du Cameroun de football 1993
Navigation
Saison précédente Saison suivante
La saison 1993 du Championnat du Cameroun de football était la 33e édition de la première division camerounaise, la MTN Elite 1. Les équipes sont regroupées au sein d'une poule unique, où chaque équipe affronte tous les adversaires 2 fois, à domicile et à l'extérieur.
C'est l'équipe du Racing Club Bafoussam, championne du Cameroun en titre, qui termine en tête du championnat cette année. C'est le 3e titre de champion de son histoire. 

## Les 16 clubs participants
| - Maiscam Ngaoundéré - Tonnerre Yaoundé - Canon Yaoundé - Union Douala - Unisport Bafang - Léopards Douala - Union sportive Abong-Mbang - Promu de D2 - Caïman de Douala | - Panthère du Ndé - Vautours Dschang - Racing Club Bafoussam - Aigle Nkongsamba - Colombe de Sangmélima - Prévoyance Yaoundé - Promu de D2 - Tiko United - PWD Camark Kumba |

## Compétition

### Classement
| Rang | Équipe                    | Pts | J  | G | N | P | Bp | Bc | Diff |
| ---- | ------------------------- | --- | -- | - | - | - | -- | -- | ---- |
| 1    | Racing Club Bafoussam (T) | 44  | 30 |   |   |   |    |    |      |
| 2    | Unisport Bafang           | 43  | 30 |   |   |   |    |    |      |
| 3    | Union Douala              | 38  | 30 |   |   |   |    |    |      |
| 4    | Tonnerre Yaoundé          | 36  | 30 |   |   |   |    |    |      |
| 5    | Panthère du Ndé           | 30  | 30 |   |   |   |    |    |      |
| 6    | PWD Kumba                 | 29  | 30 |   |   |   |    |    |      |
| 7    | Caïman de Douala          | 29  | 30 |   |   |   |    |    |      |
| 8    | Prévoyance Yaoundé (P)    | 28  | 30 |   |   |   |    |    |      |
| 9    | Léopards Douala           | 28  | 30 |   |   |   |    |    |      |
| 10   | Canon Yaoundé (C)         | 28  | 30 |   |   |   |    |    |      |
| 11   | Aigle Nkongsamba          | 27  | 30 |   |   |   |    |    |      |
| 12   | US Abong Mbang (P)        | 26  | 30 |   |   |   |    |    |      |
| 13   | Vautours Dschang          | 26  | 30 |   |   |   |    |    |      |
| 14   | Colombe Sangmélima        | 25  | 30 |   |   |   |    |    |      |
| 15   | Maiscam Ngaoundéré        | 24  | 30 |   |   |   |    |    |      |
| 16   | Tiko United               | 19  | 30 |   |   |   |    |    |      |

|  | Qualifié pour la Coupe des clubs champions africains 1994 |
|  | Qualifié pour la Coupe des Coupes 1994                    |
|  | Qualifié pour la Coupe de la CAF 1994                     |

## Bilan de la saison
| Tableau d'Honneur                   |                       |
| Compétition                         | Vainqueur             |
| Championnat du Cameroun de football | Racing Club Bafoussam |
| Coupe du Cameroun                   | Canon Yaoundé         |

| Qualifications continentales             |                       |
| Coupe des clubs champions africains 1994 | Qualifié              |
| Premier tour                             | Racing Club Bafoussam |
| Coupe des Coupes 1994                    | Qualifié              |
| Premier tour                             | Canon Yaoundé         |
| Coupe de la CAF 1994                     | Qualifié              |
| Premier tour                             | Unisport Bafang       |

| Promotion et relégation |                                                   |
| Relégués en 2e division | Colombe Sangmélima Maiscam Ngaoundéré Tiko United |
| Promus en MTN Elite 1   | Cotonsport Garoua Ocean Kribi Fovu Baham          |